# Inga Wallenquist
Inga Wallenquist, född 19 november 1935, är en svensk journalist och författare. Hon är en grundarna av den gastronomiska Hagdahlsakademien. Hon har fil.kand-examen vid Uppsala universitet i litteraturvetenskap, nordiska språk, etnologi och estetik. Wallenquist har illustrerat barntidningar, varit ansvarig utgivare av studenttidningen Linsen vid Linköpings studentkår och arbetat som journalist på Östgöten och Östgöta Correspondenten (1975–2000), där hon främst skrev om konsumentfrågor, mat, trädgård, konsthantverk, formgivning och byggnadsvård. Som författare har hon skrivit om mat, trädgårdsodling och kulturhistoria.